# 阿尔蒙贾
阿尔蒙贾（義大利語：Armungia），是意大利撒丁大区南撒丁省的一个市镇。总面积54.79平方公里，人口510人，人口密度9.3人/平方公里（2009年）。ISTAT代码为092002。